# Dance with the Wolves
«Dance with the Wolves» (англ. «Танці з вовками») — сингл української співачки Руслани, який побачив світ у 2005 році.
На пісню було знято два кліпи. В одному з них прослідковується простий сюжет для такого відео, де Руслана танцює в клітці з вовками. Інший кліп, який був заборонений в Росії, містить в собі хроніку Помаранчевої революції.

## Версії пісні
| #   | Назва                                                        | Тривалість |
| --- | ------------------------------------------------------------ | ---------- |
| 1.  | «Dance with the Wolves (Wild Version)»                       | 3:59       |
| 2.  | «Dance with the Wolves (Pop Version)»                        | 3:45       |
| 3.  | «Ring Dance with the Wolves (DJ Zebra)»                      | 3:59       |
| 4.  | «Ring Dance with the Wolves (Ukrainian Radio Edit)»          | 3:18       |
| 5.  | «Dance with the Wolves (Club Version) [Harem]»               | 4:18       |
| 6.  | «Dance with the Wolves (Club Version) [Treat Brothers]»      | 6:44       |
| 7.  | «Dance with the Wolves (Hard Version) [City'sh Mix]»         | 2:36       |
| 8.  | «Ring Dance with the Wolves (Club Version) [DJ Zegra]»       | 4:55       |
| 9.  | «Dance with the Wolves (Greencash R'N'B Remix) [Max Chorny]» | 3:30       |
| 10. | «Dance with the Wolves (Instrumental Version)»               | 3:46       |
| 11. | «Dance with the Wolves (Acapella Version)»                   | 3:35       |

## Тексти пісні
Танець з вовками
В бетонній пастці

В картонній масці

Мене чекаєш ти

Не зможу я втекти.

В погрозах хочеш

Пусті сховати очі

І як підступний звір

Твоя любов, повір...
Приспів:

Не зупиняй гей! гей!

Хай біль розлук гей! гей!

Прийде до тебе, прийде до тебе.

Безсилий птах гей! гей!

Із твоїх рук гей! гей!

Злітає в небо, злітає в небо.
Бо сльози – вода

Забуду на мить

Танцюю з вовками

Як серце болить.

Бо сльози – вода

А стогін – не спів

Дивись я танцюю

У зграї вовків.
Собі гадав ти

Мене спіймав ти

В обіймах пустоти

Мені не вижити.

Вже досить болю

Мій вибір – моя воля

І від глибоких ран

Лишився тільки шрам... нехай...
Приспів:

Гей не блукай тінь моя

Гей не шукай – це не я!

Гей не блукай тінь моя

Гей не шукай – це не я!

## Чарти
| Chart                   | Peak |
| ----------------------- | ---- |
| Belgium UltraTop 50     | 19   |
| Europe Official Top 100 | 28   |
| Romanian Top 100        | 95   |
| Russia Airplay Chart    | 105  |
| Ukraine Top 20          | 1    |
| Ukrainian Airplay       | 3    |

| Chart                   | Peak |
| ----------------------- | ---- |
| Europe Official Top 100 | 37   |
| Romanian Top 100        | 100  |
| Russia Airplay Chart    | 161  |
| Ukrainian Airplay       | 1    |
| Ukraine Top 20          | 1    |

## Релізи
| Region          | Date           | Format    |
| --------------- | -------------- | --------- |
| Україна         | 11 січня 2005  | CD single |
| Німеччина       | 7 березня 2005 | CD single |
| Нідерланди      | 7 березня 2005 | CD single |
| Фінляндія       | 7 березня 2005 | CD single |
| Бельгія         | 7 березня 2005 | CD single |
| Швеція          | 7 березня 2005 | CD single |
| Латвія          | 7 березня 2005 | CD single |
| Литва           | 7 березня 2005 | CD single |
| Естонія         | 7 березня 2005 | CD single |
| Польща          | 7 березня 2005 | CD single |
| Ізраїль         | 7 березня 2005 | CD single |
| Туреччина       | 7 березня 2005 | CD single |
| Чехія           | 7 березня 2005 | CD single |
| Словаччина      | 7 березня 2005 | CD single |
| Словенія        | 7 березня 2005 | CD single |
| Велика Британія | 7 березня 2005 | CD single |